# Cryptonatica affinis
Cryptonatica affinis är en snäckart som först beskrevs av Gmelin 1791.  Cryptonatica affinis ingår i släktet Cryptonatica och familjen borrsnäckor. Enligt den svenska rödlistan är arten otillräckligt studerad i Sverige. Arten förekommer i Götaland. Artens livsmiljö är havet. Inga underarter finns listade i Catalogue of Life.